# قرصعنه
قرصعنه(نام علمی: Eryngium campestre)

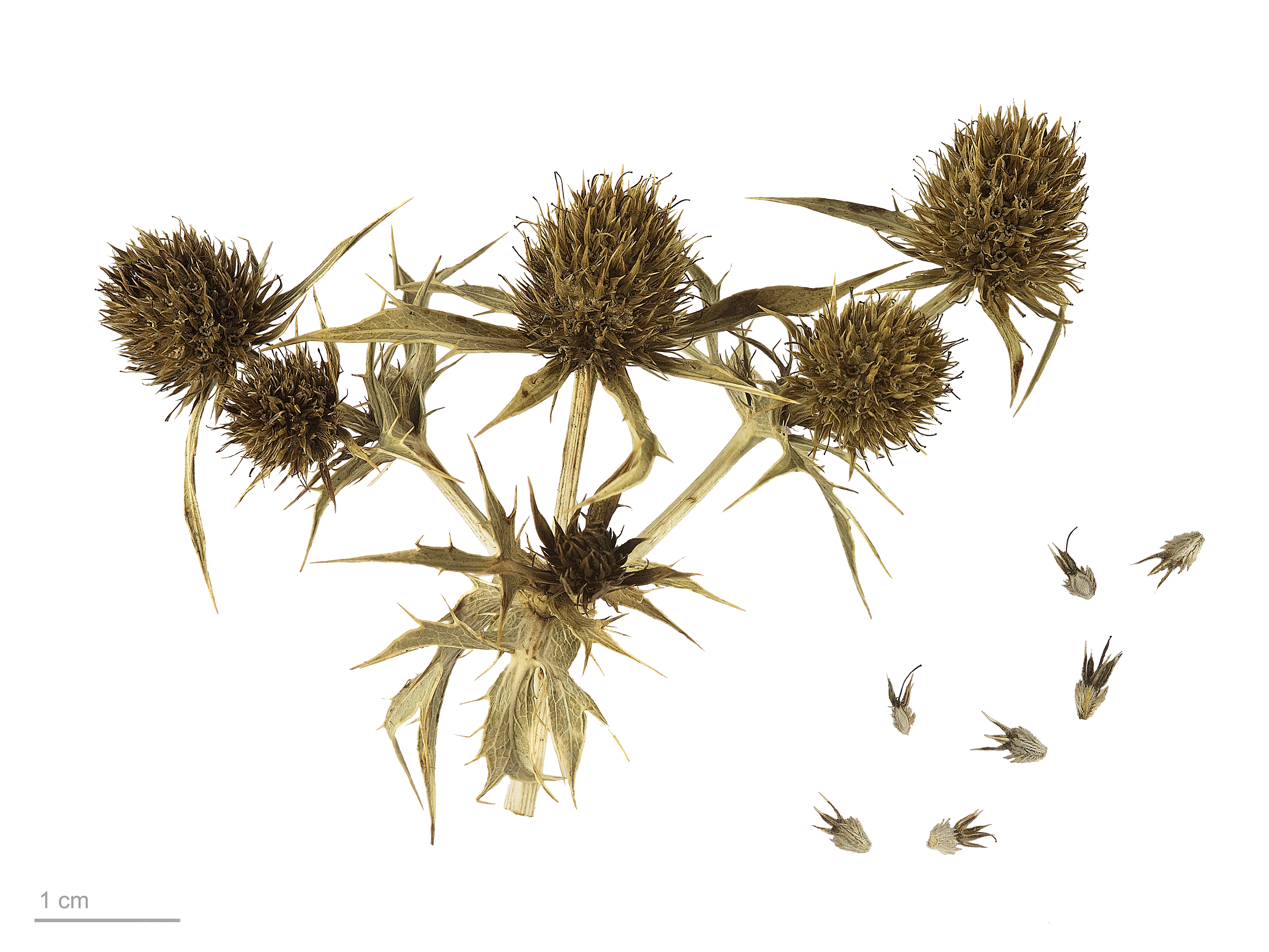
Eryngium campestre

گیاهی است خاردار که آن را شویکه ابراهیم نیز می نامند. این گیاه همان شوشاغ یا چوچاغ مورد استفاده در مازندران و گیلان است. نام میوه کارپوفر میباشد از تیره جعفری یاapiaceae
تخمدان تحتاتی-دربالای تخمدان اندامی به نام stylopodiumقراردارد که از پایه هایه متصل بهم از دوخامه تشکیل شده است